# Kristen Madsen Brodersen
Kristen Madsen Brodersen (født 29. juli 1914 i Avnbøl, død 17. juni 1942 ved Demjansk) var en dansk soldat, der gjorde tjeneste i Frikorps Danmark.
Han meldte sig ind i DNSAP den 28. oktober 1933. Kort efter flyttede han til København og blev medlem af DNSAP's stormtropper, SA. Han blev indkaldt til hæren og blev optaget på officersskolen.
Da Danmark den 9. april 1940 blev besat af tyskerne, befandt han sig i Sønderborg. Lige som nogle af sine officerskammerater var han utilfreds med, at danske soldater ikke fik lov til at gøre modstand mod invasionen.
Efter at den danske regering tillod soldater og officerer at træde ud af hæren for at indtræde i den tyske hær, meldte han sig i foråret 1941 til Waffen-SS.
I juni 1941 meldte han sig ind i det nyoprettede Frikorps Danmark. Han blev tilknyttet Frikorpset i Führerreserven, som omfattede de officerer, der ikke havde nogen fast opgave, men oftest gjorde tjeneste som midlertidige chefer for enheder, hvis egen chef manglede.
Den 11. juni forsøgte Frikorpset for anden gang at indtage landsbyen Bol Dubowizy. Angrebet blev ledet af det 3. kompagni under Untersturmführeren Alfred Nielsen. Kristen Madsen Brodersen deltog som guide for de angribende soldater. Senere faldt Untersturmführer Alfred Nielsen i kamp, og Brodersen overtog kompagniet og førte det til sin død.
Hans død er omgivet af mystik. Nogle kilder fortæller, at han den 17. juni 1942 blev dræbt ved et artilleriangreb. En anden forklaring lød på, at han den 17. juni 1942 ville imponere sine soldater ved at vise dem, hvor ineffektiv en tysk håndgranat var. Hans demonstration gik dog ikke som planlagt, og granaten sprang og dræbte ham på stedet. Det fortælles, at han ikke var helt ædru.